# Königshain-Wiederau
Königshain-Wiederau ist eine Gemeinde im Landkreis Mittelsachsen.

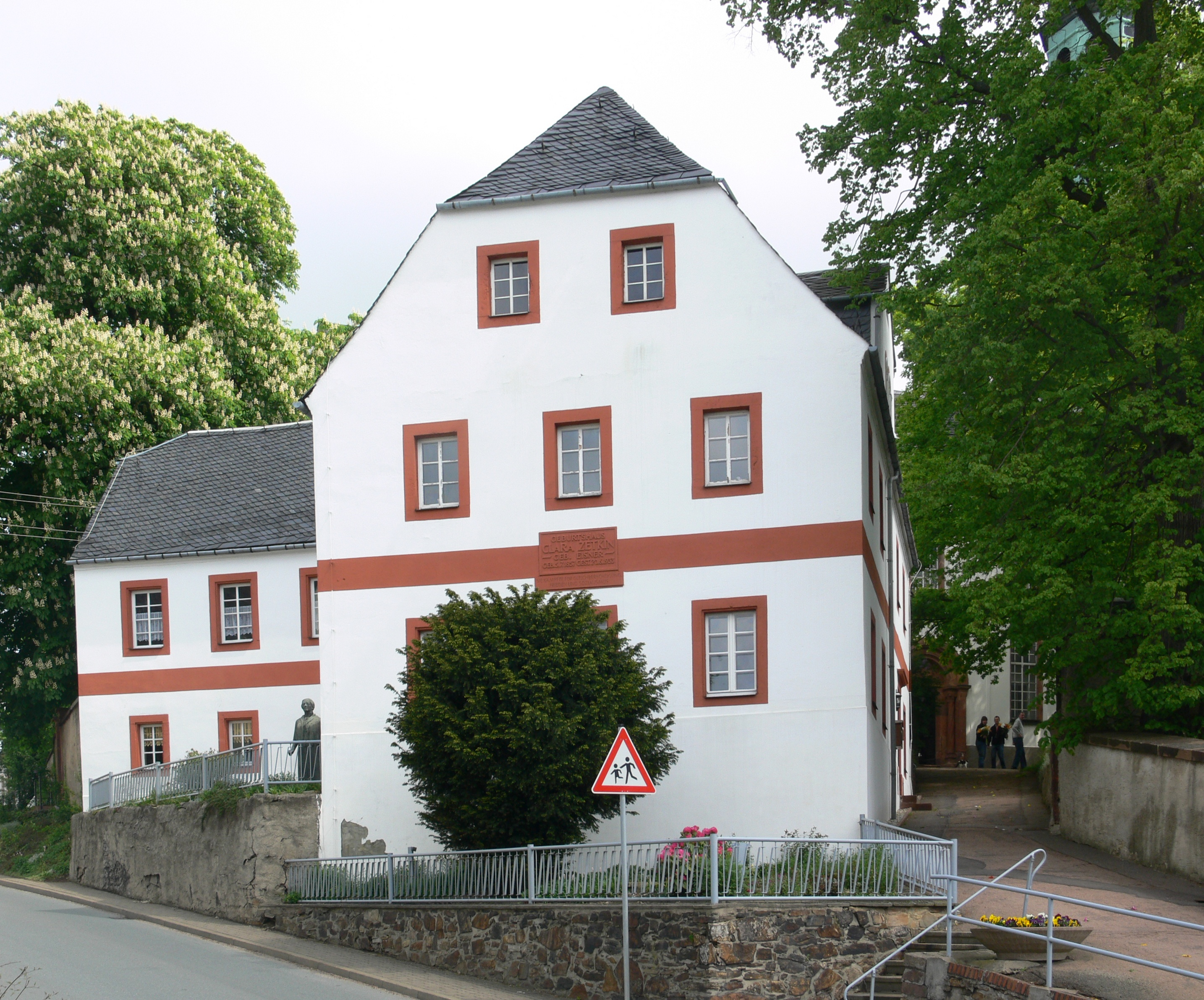
Geburtshaus von Clara Zetkin in Wiederau

## Geographie
Die Gemeinde liegt im Mittelsächsischen Hügelland etwa 10 km westlich von Mittweida und rund 25 km nördlich von Chemnitz. Im Westen der Gemeinde liegt das Chemnitztal. In der Gemeinde befindet sich das Naturschutzgebiet Sandberg Wiederau und Klinkholz. Bezüglich des Naturraums befindet sich die Gemeinde Königshain-Wiederau im Mulde-Lösshügelland.

### Gemeindegliederung
Ortsteile der Gemeinde:
- Königshain
- Stein im Chemnitztal
- Topfseifersdorf
- Wiederau

### Nachbargemeinden
Angrenzende Gemeinden sind Altmittweida, Claußnitz, die Städte Burgstädt, Lunzenau und Mittweida sowie Seelitz und Wechselburg. Alle umliegenden Gebietskörperschaften liegen ebenfalls im Landkreis Mittelsachsen.

## Geschichte

### Mittelalter
Im Jahr 1168 gründete Graf Dedo von Rochlitz-Groitzsch das Kloster Zschillen. Dieses holt zu Bewirtschaftung der umliegenden Flächen Thüringer Siedler in die Gegend. So werden die Ortsteile der Gemeinde im 12./13. Jahrhundert als Waldhufendörfer angelegt. Wiederau wird im Jahr 1174 und Topfseifersdorf als Sifridersdorf im Jahr 1208 in einer Urkunde des Klosters Zschillen als Wiedera erwähnt. Stein obgleich sicherlich älter erfährt erst 1489 die Ersterwähnung.

### Neuzeit
Bis zur Reformation gehörten die Orte zum Kloster Zschillen. Nach dessen Säkularisation gehörte die Gegend ab 1543 zum Besitz der Familie von Schönburg, Herrschaft Wechselburg. Die Gegend wurde landwirtschaftlich und kleinhandwerklich geprägt. In der Nähe von Wiederau wird auch Achat abgebaut und bei Stein gab es einige Steinbrüche. Am 1. Januar 1994 wurden die ehemals selbständigen Orte Königshain, Wiederau und Topfseifersdorf zur Gemeinde Königshain-Wiederau vereint. Am 1. Januar 1999 kam der Ort Stein im Chemnitztal hinzu.

### Einwohnerentwicklung
Am 3. Oktober 1990 zählte Königshain-Wiederau 3207 Einwohner. Folgende Einwohnerzahlen beziehen sich auf den 31. Dezember des voranstehenden Jahres:
| Jahr | Einwohner |
| ---- | --------- |
| 1998 | 3.112     |
| 1999 | 3.112     |
| 2000 | 3.128     |
| 2001 | 3.123     |
| 2002 | 3.079     |

| Jahr | Einwohner |
| ---- | --------- |
| 2003 | 3.056     |
| 2004 | 3.044     |
| 2005 | 3.028     |
| 2006 | 2.976     |
| 2007 | 2.905     |

| Jahr | Einwohner |
| ---- | --------- |
| 2012 | 2.698     |
| 2013 | 2.674     |

 Quelle: Statistisches Landesamt des Freistaates Sachsen

## Politik

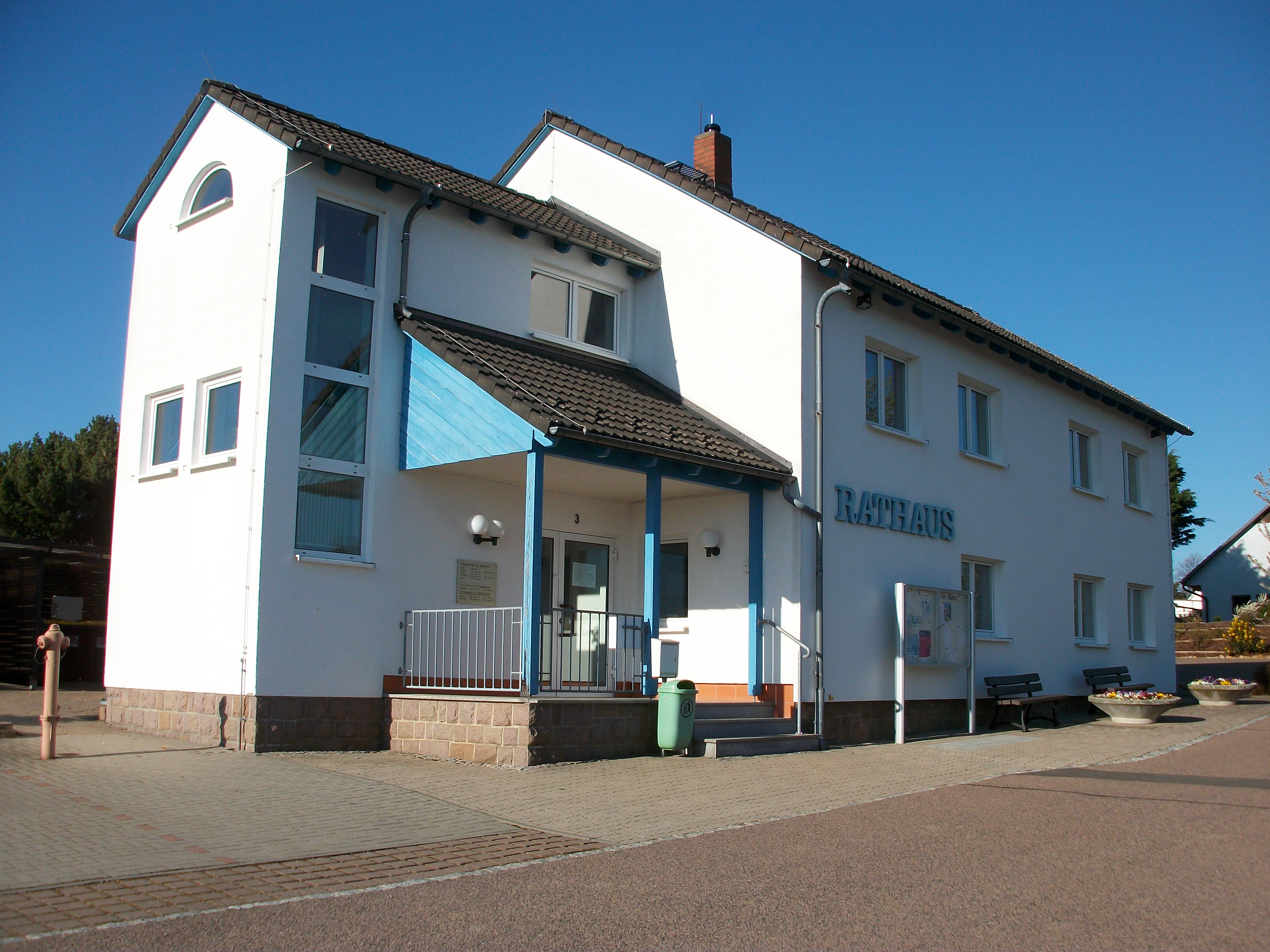
Rathaus Königshain-Wiederau in Wiederau

### Gemeinderat
Seit der Gemeinderatswahl am 9. Juni 2024 verteilen sich die 13 Sitze des Gemeinderates folgendermaßen auf die einzelnen Parteien:
- CDU: 9 Sitze
- WIR FÜR HIER Wählergruppe: 3 Sitze
- Linke: 1 Sitz

| Gemeinderat ab 2024Insgesamt 13 Sitze - Linke: 1 - WFHW: 3 - CDU: 9 | Liste                     | 2024   | 2024   | 2019   | 2019   | 2014   | 2014   |
| Gemeinderat ab 2024Insgesamt 13 Sitze - Linke: 1 - WFHW: 3 - CDU: 9 | Liste                     | Sitze  | in %   | Sitze  | in %   | Sitze  | in %   |
| Gemeinderat ab 2024Insgesamt 13 Sitze - Linke: 1 - WFHW: 3 - CDU: 9 | CDU                       | 9      | 63,1   | 9      | 61,2   | 12     | 85,2   |
| Gemeinderat ab 2024Insgesamt 13 Sitze - Linke: 1 - WFHW: 3 - CDU: 9 | WIR FÜR HIER Wählergruppe | 3      | 28,9   | –      | –      | –      | –      |
| Gemeinderat ab 2024Insgesamt 13 Sitze - Linke: 1 - WFHW: 3 - CDU: 9 | Linke                     | 1      | 8,1    | 1      | 11,4   | –      | –      |
| Gemeinderat ab 2024Insgesamt 13 Sitze - Linke: 1 - WFHW: 3 - CDU: 9 | AfD                       | –      | –      | 1      | 20,5   | –      | –      |
| Gemeinderat ab 2024Insgesamt 13 Sitze - Linke: 1 - WFHW: 3 - CDU: 9 | Grüne                     | –      | –      | 1      | 6,9    | 1      | 14,8   |
| Gemeinderat ab 2024Insgesamt 13 Sitze - Linke: 1 - WFHW: 3 - CDU: 9 | Wahlbeteiligung           | 74,7 % | 74,7 % | 69,3 % | 69,3 % | 57,6 % | 57,6 % |

### Bürgermeister
Bürgermeister ist seit 2001 Johannes Voigt (CDU).
| Wahl | Bürgermeister  | Vorschlag | Wahlergebnis (in %) |
| ---- | -------------- | --------- | ------------------- |
| 2022 | Johannes Voigt | CDU       | 94,2                |
| 2015 | Johannes Voigt | CDU       | 94,5                |
| 2008 | Johannes Voigt | CDU       | 70,3                |
| 2001 | Johannes Voigt | CDU       | 92,7                |

## Kultur und Sehenswürdigkeiten

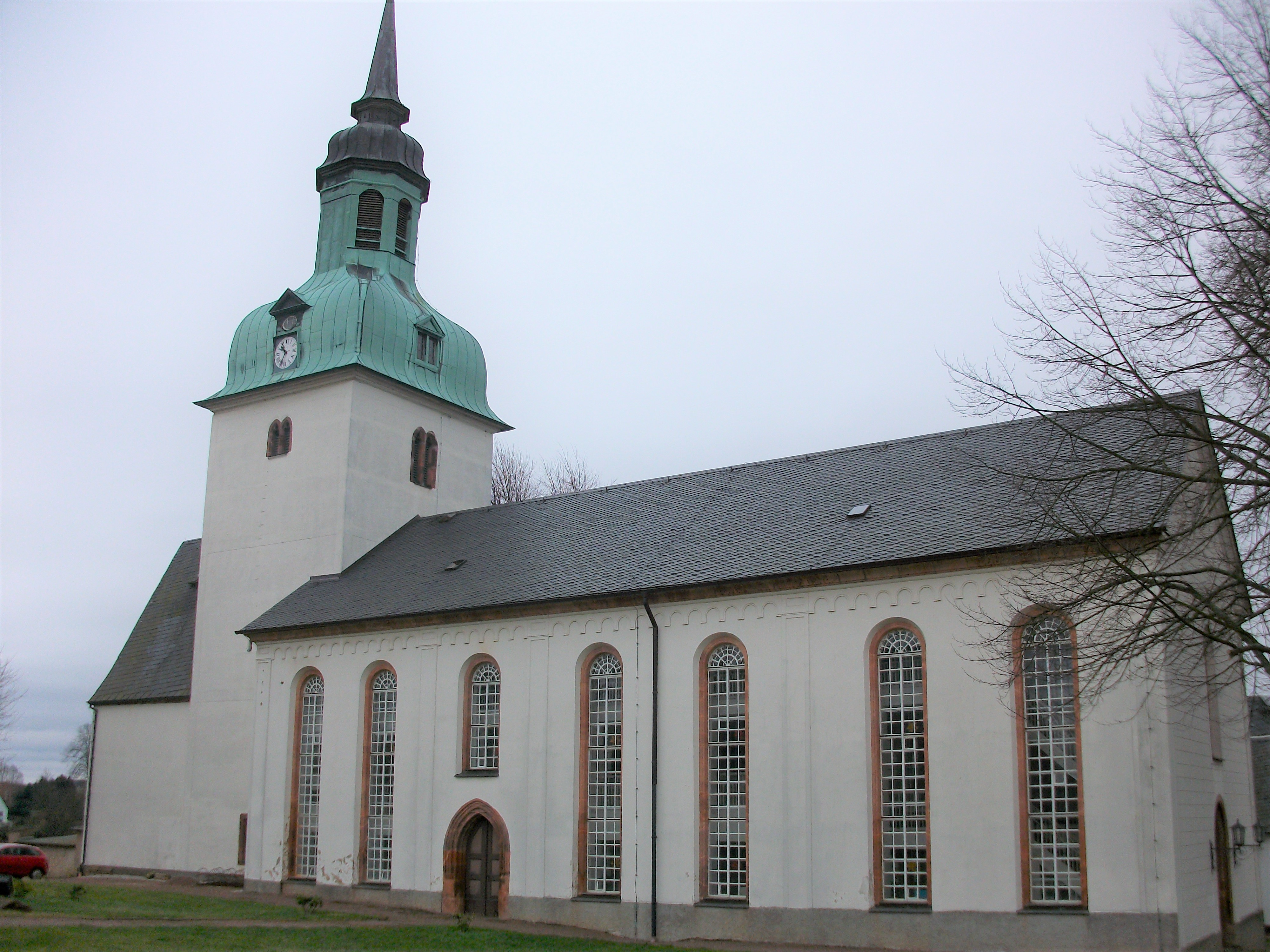
Kirche St. Pankratius in Wiederau

- siehe auch: Liste der Kulturdenkmale in Königshain-Wiederau
- Kirche Wiederau
- Alte Dorfschule (Elternhaus von Clara Zetkin)
- Kirche Königshain
- Lang-Mühle im Wiedertal
- Kirche mit gotischem Turm und Fachwerkhäuser in Topfseifersdorf
- Mühle in Königshain
- Felsformation in Stein in Chemnitztal

## Verkehrsanbindung
Die Bundesstraße 107 und die Staatsstraße 247 führt durch die Gemeinde. Die Bundesautobahn 4 ist über den Anschluss Chemnitz-Glösa ca. 17 km zu erreichen. Durch die Gemeinde verläuft die Via Porphyria und der Lutherweg Sachsen. Zwischen 1902 und 1998 besaß Stein im Chemnitztal einen Haltepunkt an der 2001 stillgelegten Bahnstrecke Wechselburg–Küchwald (Chemnitztalbahn).

## Persönlichkeiten

### Söhne und Töchter der Gemeinde

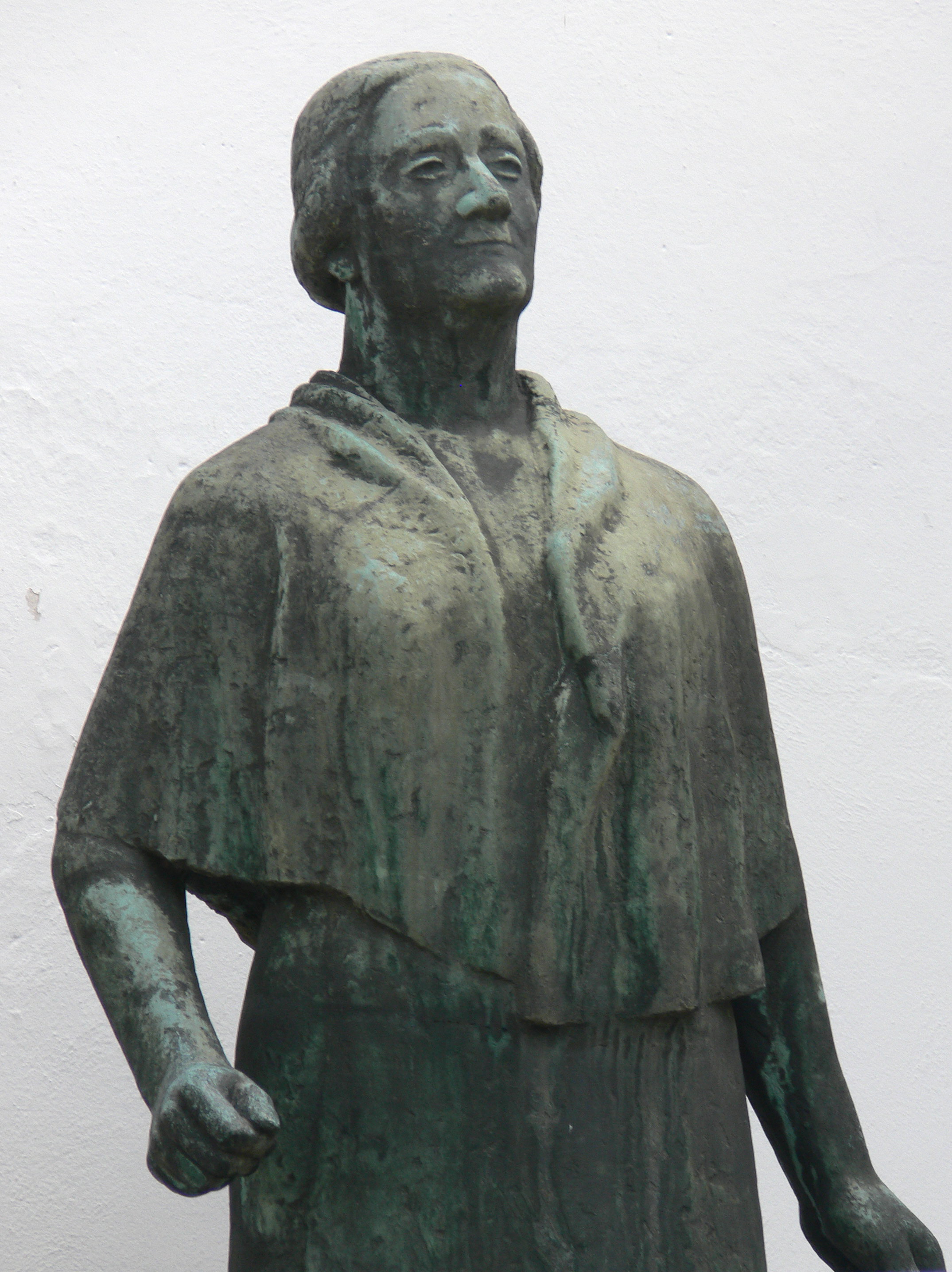
Zetkin-Statue am Geburtshaus

- Carl Immanuel Löscher (1750–1813), geboren in Wiederau, Konstrukteur und der Erfinder der Mammutpumpe
- Johann Gottfried Seydel (1789–1854), Gutsbesitzer in Königshain und Politiker, MdL (Königreich Sachsen)
- Karl Ernst Seydel (1825–1896), Gutsbesitzer in Königshain und Politiker, MdL (Königreich Sachsen)
- Clara Zetkin (1857–1933), geboren in Wiederau, Politikerin (MdR) und Frauenrechtlerin
- Kurt Starke (* 1938), geboren in Königshain, Sexualwissenschaftler

### Personen, die im Ort gelebt haben
- Paul Fleming (1609–1640), deutscher Arzt und Schriftsteller, lebte zwischen 1616 und 1628 im Pfarrhaus Topfseifersdorf
- Arno Pötzsch (1900–1956), deutscher Erzieher, evangelischer Pfarrer und Dichter von Kirchenliedern, war zwischen 1935 und 1938 Pfarrer in Wiederau